# Liste von Vornamen/L
Diese Unterseite der Liste von Vornamen enthält Vornamen, die mit dem Buchstaben L beginnen.
Männliche Vornamen sind mit dem Symbol ♂ und weibliche Vornamen mit dem Symbol ♀ markiert.

## La
La Toya ♀,
Labeat ♂, 
Labeata ♀, 
Labeatan ♂, 
Labeatana ♀, 
Labian ♂, 
Labiana ♀, 
Labinot ♂, 
Labotas ♂,
Labrik ♂, 
Lada ♀, 
Ladan ♀, 
Ladana ♀, 
Ladas ♂, 
Ladim ♂, 
Ladina ♀, 
Ladislao ♂,
Ladislaus ♂,
Ladislav ♂, 
Ladon ♂, 
Ladona ♀, 
Lærke ♀,
Laerte ♂, 
Laetitia ♀,
Laid ♂, 
Laida ♀, 
Laidan ♂, 
Laidana ♀, 
Laidin ♂, 
Laidina ♀, 
Laidon ♂, 
Laidona ♀, 
Laila ♀,
Laima ♀, 
Laimė ♀, 
Laimis ♂,
Laimonas ♂, 
Laimontas ♂, 
Laimutė ♀, 
Laimutis ♂, 
Laine ♀,
Lais ♀,
Laisvūnas ♂, 
Lajmime ♀, 
Lajmora ♀, 
Lajos ♂,
Lajthiza ♀, 
Lajza ♀, 
Lale ♀,
Lalegül ♀, 
Laleh ♀,
Lälia ♀,
Lälius ♂,
Lalla ♀, 
Lallo ♂, 
Lalosh ♂, 
Lalzak ♂, 
Lambert ♂,
Lamberto ♂, 
Lamia ♀, 
Lamin ♂,
Lamine ♂,
Lamprecht ♂,
Lamyal ♀, 
Lan ♀, 
Lana ♀,
Lanasa ♀, 
Lance ♂,
Landare ♀, 
Landelin ♂,
Landër ♂, 
Lando ♂, 
Landolfo ♂, 
Landolin ♂,
Landolt ♂, 
Landon ♂,
Landra ♀, 
Landroja ♀, 
Landwin ♂, 
Lane ♂,
Lanfranco ♂, 
Lanny ♂♀,
Laodike ♀,
Lara ♀,
Larissa ♀,
Lärka ♀,
Larry ♂,
Lars ♂, 
Lartan ♂, 
Lartana ♀, 
Lartim ♂, 
Lartime ♀, 
Lartor ♂, 
Lartore ♀, 
Larush ♂, 
Larushe ♀, 
Lasar ♂,
Lason ♂, 
Lasonia ♀, 
Lasse ♂,
Lastar ♂, 
Lastare ♀, 
László ♂,
Latif ♂, 
Latifa ♀,
Latife ♀, 
Lätizia ♀,
Latoya ♀, 
Laud ♂, 
Laura ♀,
Laurel ♂♀, 
Lauren ♂♀,
Laurence ♂♀,
Laurens ♂,
Laurent ♂,
Laurentia ♀,
Laurentius ♂,
Laurenz ♂,
Lauresha ♀, 
Lauri ♂♀,
Laurie ♂♀,
Laurits ♂, 
Lauritz ♂, 
Lauro ♂,
Laurynas ♂, 
Lavdërim ♂, 
Lavdërime ♀, 
Lavdi ♀, 
Lavdie ♀, 
Lavdija ♀, 
Lavdim ♂, 
Lavdime ♀, 
Lavdimir ♂, 
Lavdimira ♀, 
Lavdor ♂, 
Lavdrim ♂, 
Lavdrime ♀, 
Lavduri ♀, 
Lavdusha ♀,
Laverne ♀,
Lavinia ♀, 
Lawr ♂,
Lawrence ♂,
Lawrie ♂,
Lazar ♂,
Lazăr ♂,
Lázár ♂,
Lazare ♂,
Lazarus ♂,
Lazdrena ♀, 
Lazrim ♂, 
Lazrime ♀, 
Lazror ♂, 
Lazrore ♀, 
Lazzaro ♂, 

## Le
Lea ♀,
Leah ♀,
Leander ♂,
Leandra ♀,
Léandre ♂♀,
Leandro ♂,
Leanne ♀, 
Learco ♂, 
Lech ♂,
Led ♂,
Leda ♀, 
Ledan ♂, 
Ledana ♀, 
Ledar ♂, 
Ledër ♂, 
Ledian ♂, 
Lediana ♀, 
Ledion ♂, 
Lediona ♀, 
Ledona ♀, 
Ledor ♂, 
Ledra ♀, 
Lee ♂♀, Lee-Ann ♀,
Lefter ♂,
Leia ♀,
Leiderat ♂,
Leif ♂,
Leigh ♂♀,
Leila ♀, 
Leilani ♀, 
Leiv ♂,
Lejs ♂,
Lek ♂, 
Lekana ♀, 
Leland ♂,
Lelërim ♂, 
Lelex ♂,
Lelio ♂,
Lélio ♂,
Lélis ♂,
Lella ♀, 
Lello ♂, 
Lem ♂,
Leman ♀, 
Leminota ♀, 
Lemonia ♀,
Lemuel ♂,
Len ♂,
Lena ♀,
Lenčka ♀,
Lend ♂,
Lenda ♀, 
Lendar ♂, 
Lëndina ♀, 
Leni ♀, 
Lenka ♀, 
Lenn ♂, 
Lennart ♂,
Lennet ♂,
Lenny ♂,
Lenora ♀, 
Lenore ♀,
Leo ♂♀,
Leofric ♂,
Leon ♂,
Leona ♀,
Leonara ♀, 
Leonard ♂,
Léonard ♂,
Leonarda ♀,
Leonardas ♂, 
Leonardo ♂,
Leonas ♂, 
Leone ♂, 
Leonhard ♂,
Leonida ♂, 
Leonidas ♂,
Leonie ♀,
Leonilde ♀, 
Leonor ♂♀,
Leonora ♀, 
Leonore ♀,
Leontine ♀,
Leonzio ♂, 
Leopold ♂,
Leopoldas ♂, 
Leopoldo ♂, 
Leora ♀,
Leotrim ♂, 
Leotrime ♀, 
Lepido ♂, 
Lerke ♀,
Lerzan ♀, 
Les ♂,
Lesin ♂, 
Lesina ♀, 
Lesja ♀,
Lesli ♀, 
Leslie ♂♀,
Lesly ♂, 
Lester ♂,
Leszek ♂,
Letan ♂, 
Letana ♀, 
Letitia ♀,
Letizia ♀,
Leukipp ♂,
Leukippos ♂,
Leutrim ♂, 
Leutrime ♀, 
Lev ♂,
Levent ♂,
Levente ♂,
Levi ♂,
Levik ♂, 
Levika ♀, 
Levin ♂,
Levke ♀,
Levon ♂,
Lewis ♂,
Lewon ♂,
Leyhan ♀, 
Leyla ♀, 

## Li
Lia ♀,
Liam ♂,
Lian ♂♀,
Liana ♀,
Liane ♀,
Lianne ♀, 
Liběna ♀, 
Liberato ♂, 
Libero ♂, 
Libertas ♀,
Libor ♂, 
Liborio ♂, 
Liborius ♂,
Libuše ♀,
Licia ♀, 
Licinio ♂, 
Lidia ♀,
Lidra ♀, 
Lidwina ♀,
Lieke ♀,
Lienhard ♂,
Liesbeth ♀,
Liese ♀,
Lieuwe ♂,
Lieven ♂,
Ligita ♀, 
Ligitas ♂, 
Ligjëresha ♀, 
Ligjërime ♀, 
Ligjëror ♂, 
Ligjërore ♀, 
Liisa ♀,
Lika ♀,
Likan ♂, 
Likana ♀, 
Lila ♀,
Lilia ♀,
Liliana ♀,
Liliane ♀,
Lilias ♀, 
Lilith ♀,
Lilli ♀,
Lillo ♂, 
Lilly ♀, 
Lily ♀, 
Lina ♀,
Linada ♀, 
Linar ♂, 
Linas ♂, 
Lind ♂, 
Linda ♀,
Lindamir ♂, 
Lindamira ♀, 
Lindiell ♂, 
Lindiella ♀, 
Lindita ♀, 
Lindiza ♀, 
Lindon ♂, 
Lindor ♂,
Lindrita ♀, 
Lindsay ♀, 
Lindy ♂♀,
Linea ♀,
Linnaea ♀,
Linnea ♀,
Linnéa ♀,
Lino ♂,
Linor ♂, 
Linora ♀, 
Linus ♂,
Lioba ♀,
Lionel ♂,
Lionginas ♂, 
Lior ♂♀,
Lippo ♂, 
Lir ♂,
Lira ♀, 
Lirak ♂, 
Lirake ♀, 
Liri ♀, 
Lirian ♂, 
Liriana ♀, 
Liridash ♂, 
Liridashe ♀, 
Liridon ♂, 
Liridona ♀, 
Lirije ♀, 
Lirika ♀, 
Lirim ♂, 
Lirime ♀, 
Lirimtar ♂, 
Lirishta ♀, 
Liriza ♀, 
Lirjet ♂, 
Lirjeta ♀, 
Lirjoa ♀, 
Lirjon ♂, 
Lirosh ♂, 
Liroshe ♀, 
Lirush ♂, 
Lirushe ♀, 
Lis ♂,
Lisa ♀,
Lisanne ♀,
Lisara ♀, 
Lisbeth ♀,
Lise ♀,
Liselotte ♀,
Lisian ♂, 
Lisiana ♀, 
Lisin ♂,
Líšina ♀,
Lismal ♂, 
Lismor ♂, 
Líšná ♀, 
Liubomiras ♂, 
Liucija ♀, 
Liuda ♀, 
Liudas ♂, 
Liudger ♂,
Liudvikas ♂, 
Liutauras ♂, 
Liv ♀,
Liveta ♀, 
Livia ♀,
Livio ♂,
Liviu ♂,
Liya ♀

## Lj–Ll
Ljerka♀,
Ljilja ♀,
Ljiljana ♀,
Ljuba ♀, 
Ljuben ♂,
Ljubiša ♂,
Ljubomir ♂,
Ljubow ♀,
Ljudmila ♀,
Llamburi ♀, 
Llaskonja ♀, 
Llazar ♂, 
Llazi ♂, 
Llesh ♂, 
Lleshan ♂, 
Llokman ♂, 
Lloyd ♂,
Lluís ♂,

## Lo
Loalwa ♀, 
Loan ♂, 
Loba ♀, 
Lodewijk ♂,
Lodovico ♂, 
Logan ♂♀, 
Loïc ♂, 
Lois (Vorname) ♂, 
Loke ♀, 
Lokman ♂, 
Lola ♀, 
Lombardo ♂, 
London ♂♀,
Longin ♂,
Longuinhos ♂, 
Lonnie ♂,
Lope ♂,
Lora ♀, 
Loran ♂, 
Lorana ♀, 
Lorcan ♂,
Loredana ♀, 
Loree ♀,
Lorelei ♀, 
Loreley ♀,
Lorena ♀, 
Lorenz ♂,
Lorenza ♀, 
Lorenzo ♂, 
Loreta ♀, 
Loretta ♀,
Lori ♀,
Lorik ♂, 
Loris ♂,
Lorna ♀,
Lorne ♂, 
Lorraine ♀,
Lot ♀,
Lotario ♂, 
Lotfi ♂,
Lothar ♂,
Lotte ♀,
Lou ♀♂, 
Louis ♂, 
Louisa ♀,
Louise ♀, 
Louison ♂, 
Loviisa ♀, 
Lovis ♂,
Lovisa ♀, 
Lovro ♂,

## Lu
Luan ♂, 
Luana ♀, 
Luane ♀, 
Luanesha ♀, 
Luaneshë ♀, 
Lubina ♀,
Lubomir ♂,
Lubomír ♂,
Ľubomír ♂,
Luboš ♂,
Ľuboš ♂,
Luca ♂♀, 
Lucas ♂,
Lucia ♀, 
Lucian ♂,
Lucián ♂,
Ľucián ♂,
Luciana ♀, 
Luciane ♀,
Luciano ♂, 
Lucien ♂,
Luciën ♂,
Lucilio ♂, 
Lucilla ♀, 
Lucinda ♀,
Lucio ♂, 
Lucius ♂,
Lucrezia ♀, 
Lucy ♀,
Luděk ♂, 
Ludger ♂,
Ludmila ♀,
Ludmiła ♀,
Ludmilla ♀,
Ludolf ♂,
Ludomir ♂, 
Ludovic ♂,
Ludovica ♀, 
Ludovico ♂, 
Ludvica ♀,
Ludvika ♀,
Ludwig ♂,
Ludwik ♂, 
Ludwika ♀,
Luftar ♂, 
Luftarak ♂, 
Luftarake ♀, 
Luftare ♀, 
Luftërore ♀, 
Luftëtare ♀, 
Luftim ♂, 
Luftime ♀, 
Luigi ♂, 
Luigia ♀,
Luis ♂,
Luís ♂,
Luisa ♀, 
Luise ♀,
Luisi ♂, 
Luitgard ♀,
Luitpold ♂, 
Luka ♂,
Lukan ♂,
Lukas ♂,
Lukáš ♂,
Luke ♂, 
Lul ♂, 
Lula ♀, 
Lulan ♂, 
Lulart ♂, 
Lularta ♀, 
Lulash ♂, 
Lulashe ♀, 
Lulbardh ♂, 
Lulbardha ♀, 
Lulbukur ♂♀, 
Lule ♀, 
Lulëza ♀, 
Lulëzim ♂, 
Lulëzime ♀, 
Lulia ♀, 
Lulian ♂, 
Luliana ♀, 
Luljet ♂, 
Luljeta ♀, 
Luljon ♂, 
Luljona ♀, 
Lulkuq ♂, 
Lulkuqe ♀, 
Lulmaj ♂, 
Lulmaja ♀, 
Lulmal ♂, 
Lulmale ♀, 
Lulmir ♂, 
Lulmira ♀, 
Lulor ♂, 
Lulore ♀, 
Lulosh ♂, 
Luloshe ♀, 
Lulushe ♀, 
Lulver ♂, 
Lulvera ♀, 
Lulvije ♀, 
Lulzim ♂, 
Lulzjarre ♀, 
Lum ♂, 
Lumbardh ♂, 
Lumbardha ♀, 
Lume ♀, 
Lumen ♀, 
Lumir ♂, 
Lumira ♀, 
Lumjeta ♀, 
Lumnesha ♀, 
Lumnije ♀, 
Lumnor ♂, 
Lumnore ♀, 
Lumtor ♂, 
Lumtore ♀, 
Lumturesha ♀, 
Lumturi ♀, 
Lumturor ♂, 
Lumturore ♀, 
Luna ♀, 
Lundrim ♂, 
Lunik ♂, 
Lupita ♀,
Lupo ♂, 
Lupus ♂,
Luriana ♀, 
Lurleen ♀,
Lurtim ♂, 
Lurtime ♀, 
Lushan ♂, 
Lushana ♀, 
Lutfi ♂,
Lütfi ♂, 
Lütfiye ♀, 
Lütfü ♂, 
Lutz ♂,
Luvar ♂, 
Lux ♂♀,
Luzak ♂, 
Luzie ♀,
Luzina ♂, 

## Ly
Lydia ♀, 
Lydie ♀,
Lykke ♀,
Lykophron ♂,
Lykos ♂,
Lyle ♂,
Lynn ♂♀,
Lynne ♀, 
Lynnette ♀, 
Lynton ♂, 
Lysander ♂,
Lysandra ♀,